# 4214 Вералінн
4214 Вералінн (4214 Veralynn) — астероїд головного поясу, відкритий 22 жовтня 1987 року.
Тіссеранів параметр щодо Юпітера — 3,500.